# Fagonia zilloides
Fagonia zilloides är en pockenholtsväxtart som beskrevs av Jean-Henri Humbert. Fagonia zilloides ingår i släktet Fagonia och familjen pockenholtsväxter. Inga underarter finns listade i Catalogue of Life.